# Johann Friedrich Krafft
Johann Friedrich Krafft (Pseudonym; eigentlich Feist oder Weiße?; * unter unbekannten Umständen; † 23. Juli 1785 in Jena) war ein vermutlich ehemaliger preußischer Beamter, der unter einer neuen Identität für Goethe als Faktotum, d. h. Berichterstatter und Sekretär, tätig war.

## Leben
Johann Friedrich Kraffts frühere Identität konnte bislang nicht geklärt werden. Nach den dürftigen Angaben Goethes war er in seinen früheren Lebensjahren als Beamter durch „verwickelte Schicksale nicht ohne seine Schuld“ in Ungnade und Armut gefallen. Krafft war gebildet, sprach Französisch und hatte zuvor ausgedehnte Reisen unternommen. In seinem Elend hatte sich der depressive und hypochondrisch veranlagte Krafft Ende 1778 schriftlich an Goethe gewendet und wurde von diesem 1779 in Weimar aufgenommen. Goethe setzte seinen Schützling, der in Weimar den Namen Johann Friedrich Krafft angenommen hatte, im Amt Ilmenau, einer Exklave des Herzogtums Sachsen-Weimar-Eisenach, als persönlichen Gewährsmann und Berichterstatter ein. Berechnungen zufolge wendete Goethe ab 1781 jährlich 200 Taler, ein Siebtel seines eigenen Gehaltes, für Krafft auf. Krafft oblag in Ilmenau auch die Beaufsichtigung und Erziehung von Goethes Mündel Peter im Baumgarten. Krafft wurde von Goethe wiederholt mit Recherchen und der Anfertigung von Abschriften beauftragt. Nach dem plötzlichen Tod Kraffts 1785 in Jena infolge eines Schlaganfalles fuhr Goethe sofort nach Jena und regelte die Bestattung, für deren Kosten er aufkam. Der geringe Nachlass wurde von Goethes Sekretär in Empfang genommen.

## Briefwechsel
Zwanzig Briefe Goethes an Krafft aus den Jahren 1778 bis 1783 sind erhalten.